# Solhan (district)
Solhan is een Turks district in de provincie Bingöl en telt 32.945 inwoners (2007). Het district heeft een oppervlakte van 1220,4 km². Hoofdplaats is Solhan.
De bevolkingsontwikkeling van het district is weergegeven in onderstaande tabel.
| 1997   | 2000   | 2007   |
| ------ | ------ | ------ |
| 35.428 | 33.604 | 32.945 |